# Callophrys johnsoni
Espèce
Callophrys johnsoni est une espèce nord-américaine de lépidoptères (papillons) de la famille des Lycaenidae et de la sous-famille des Theclinae.

## Taxonomie
L'espèce Callophrys johnsoni a été décrite par Henry Skinner en 1904, sous le nom initial de Thecla johnsoni.
Synonymes : Mitoura johnsoni, Loranthomitoura johnsoni.

## Noms vernaculaires
Callophrys johnsoni se nomme en anglais Johnson's Hairstreak,.

## Description
Ce papillon d'une envergure de 25 mm à 35 mm avec une fine queue coudée à chaque aile postérieure présente un dessus orange doré à marron doré à veines marron,.
Le verso du même marron doré est ornementé d'une fine ligne blanche.

## Biologie

### Période de vol et hivernation
C'est la chrysalide qui hiverne.
Callophrys johnsoni vole en une génération de mai à juillet.

### Plantes hôtes
Les plantes hôtes de sa chenille sont Arceuthobium campylopodum, Arceuthobium tsugense et Tsuga heterophylla,. Arceuthobium campylopodum croit sur les conifères.

## Écologie et distribution
Callophrys johnsoni est présent dans l'ouest de l'Amérique du Nord dans le sud de la Colombie-Britannique au Canada, dans l'État de Washington, en Oregon et en Californie.

### Biotope
Il réside dans les forêts de conifères.

### Protection
Callophrys johnsoni est inscrit en danger en Colombie-Britannique.

### Liens taxonomiques
- (en) Tree of Life Web Project : Callophrys johnsoni
- (fr + en) ITIS : Callophrys johnsoni  (Skinner, 1904)

### Première publication
Skinner H., 1904: A New Thecla from the Northwest, Ent. News, 15 (9) : 298